# オランダ改革派
オランダ改革派教会（英: Dutch Reformed Church）は、
1. オランダにおける改革派教会諸教派の総称、または歴史的呼称。
2. オランダに実在した一教団の名称として、1816年から2004年まで使用されたNederlandse Hervormde Kerk（NHK）の訳語。この教団の1816年以前の名称はNederduits(ch) Gereformeerde Kerkであり、八十年戦争（1568年から1648年まで）の間はネーデルラント連邦共和国の公認教会であった。2004年5月1日、同教団はもう一つのオランダ改革派教会（Gereformeerde Kerken in Nederland（GKN））ならびにオランダ王国福音ルーテル教会（Evangelisch-Lutherse Kerk in het Koninkrijk der Nederlanden）と合同し、オランダ・プロテスタント教会（Protestantse Kerk in Nederland（PKN））を創設したため、「オランダ改革派教会」という教団名称は廃止された。ただし、いずれも「改革派教会」を意味するhervormde kerkかgereformeerde kerkを名称に採用している教団は、今でも小規模ながら複数ある。
3. 上記オランダ改革派の信徒らが移民・植民した先（外国／開拓地／植民地）に建てた、現地教会・教派。

## 概要
カルヴァン主義は、スイスから西方のフランス・オランダ・イギリス・アメリカへ広がった。
オランダ改革派から、カルヴァン主義の予定説に反対し、ヤーコブス・アルミニウスとその後継者によってレモンストラント派（アルミニウス派）が現れた。オランダのカルヴァン派では予定説をめぐって、救済の予定が人間（アダム）の堕落の前とする堕落前予定説と、堕落の後とする堕落後予定説との論争が起こった。堕落前予定説では人間の自由意思の余地は全くない。 
ヤーコブス・アルミニウスの死後、1610年に、彼の支持者たちが、自分たちの信条を定めた『建白書』（Remonstrantie）を提出、アルミニウス主義の認可を政府に求めたため、1618年にドルトレヒト会議がもたれた。
1619年、改革派はドルト会議において、アルミニウス派を異端として排斥した。
アルミニウス主義の思想は、後にメノナイト派、ジェネラル・バプテスト派（普遍救済主義のバプテスト）、メソジストのウェスレー派などに継承された。
この会議では、ドルト信仰基準が決められた。その基準は、長老派、改革派といったカルヴァン主義の特徴を五つの特質として明確にしたことで神学史上大きな意味がある。
全的堕落（Total depravity）堕落後の人間はすべて全的に腐敗しており、自らの意志で神に仕えることを選び取れない。
無条件的選び（Unconditional election）神は無条件に特定の人間を救いに、特定の人間を破滅に選んでいる。
制限的贖罪（Limited atonement）キリストの贖いは、救いに選ばれた者だけのためにある。
不可抵抗的恩恵（Irresistible grace）予定された人間は、神の恵みを拒否することができない。
聖徒の堅忍（Perseverance of the saints）いったん予定された人間は、最後まで堅く立って耐え忍び、必ず救われる。
この頭文字をとって「TULIP」の神学と呼ばれる。
オランダはカトリックのハプスブルク家スペインとの八十年戦争の結果、1648年のウェストファリア条約で独立を承認された。新教（プロテスタント）国家であり、国王もオランダ改革派であった。
19世紀になると、オランダ改革派教会は二度の大きな分裂を体験した。第一次分裂（アフスヘイディング）は1834年に起こった。発端はウルラム教会の牧師ヘンドリク・ドゥ・コックが18世紀のオランダ改革派教会を席巻した自由主義的な神学に反対したことによる。第二次分裂（ドレアンシー）は1886年に起こった。発端は当時アムステルダム教会の牧師であったアブラハム・カイパーの教団批判による。カイパーは教団離脱後、新たな「オランダ改革派教会」(Gereformeerde Kerken in Nederland (GKN))を創設し、さらにアムステルダム自由大学の創設や、史上初のキリスト教民主主義政党「反革命党」の立党などにも携わり、一大勢力を築いた。
1960年代以降、二つの異なる「オランダ改革派教会」（NHKとGKN）は再び一つの教団になることを願うようになった。その後、さらにオランダ王国福音ルーテル教会も合同運動に参加した。2004年5月1日、三つの教団の合同が完了し、「オランダプロテスタント教会」（Protestantse Kerk in Nederland）と命名された。

## 有名な人物
- ギ・ド・ブレ（ベルギー信仰告白起草者）［1522-1567］
- フランシスクス・ホマルス（ゴマルス）［1563-1641］
- ウィリアム・エイムズ（アメシウス）［1576-1633］
- ヒスベルトゥス・フーティウス（ヴォエティウス）［1589-1676］
- ヨハネス・コクツェーユス（コッツェーユス）［1603-1669］
- フイラウム・フルーン・ファン・プリンステラー［1801-1878］
- サミュエル・ロビンス・ブラウン（アメリカ・オランダ改革派教会日本宣教師）[1810-1880］
- アンドリュー・マーレー（南アフリカ・オランダ改革派教会）[1828-1917］
- グイド・フルベッキ（アメリカ・オランダ改革派日本宣教師）[1830-1898］
- デュアン・シモンズ（アメリカ・オランダ改革派日本宣教師）[1834-1889］
- アブラハム・カイパー（NHK、後にGKNを創設）[1837-1920］
- ヘルマン・バーフィンク（NHK、後にGKNに合流）[1854-1921］
- ルイス・ベルコフ（北米キリスト改革派教会（CRC）の教義学者）[1873-1957］
- ヘリット・コルネーリス・ベルカウワー（GKN）［1903-1996］
- アーノルト・アルベルト・ファン・ルーラー（NHK）[1908-1970］
- ヘンドリクス・ベルコフ（NHK）［1914-1995］